# 紋別郵便局
紋別郵便局（もんべつゆうびんきょく）は北海道紋別市にある郵便局。民営化前の分類では集配普通郵便局であった。

## 概要
住所：〒094-8799 北海道紋別市幸町3-1-13

## 沿革
- 1875年（明治8年） - 紋別郵便局（五等）として開設[1]。
- 1891年（明治24年）2月16日 - 為替・貯金取扱を開始。
- 1892年（明治25年）2月16日 - 紋別郵便電信局となる。
- 1903年（明治36年）4月1日 - 通信官署官制の施行に伴い紋別郵便局となる。
- 1950年（昭和25年）6月1日 - 特定郵便局から普通郵便局に局種別改定[2]。同日電気通信業務を、新設の紋別電報電話局に移管[3]。
- 1957年（昭和32年）1月21日 - 電話通話および和文電報受付事務の取扱を開始。
- 1971年（昭和46年）11月15日 - 紋別市幸町一丁目から、同市幸町三丁目に局舎を新築、移転。同日、和文電報受付および電話通話事務の取扱を廃止。
- 1990年（平成2年）7月30日 - 藻別郵便局から集配業務を移管。
- 1996年（平成8年）2月1日 - 上藻別簡易郵便局の一時閉鎖[4]に伴い、取扱事務を承継。
- 1996年（平成8年）7月1日 - 外国通貨の両替および旅行小切手の売買に関する業務取扱を開始。
- 1997年（平成9年）6月21日 - 藻別郵便局の廃止に伴い、取扱事務を承継。
- 2007年（平成19年）10月1日 - 民営化に伴い、併設された郵便事業紋別支店に一部業務を移管。
- 2012年（平成24年）10月1日 - 日本郵便株式会社の発足に伴い、郵便事業紋別支店を紋別郵便局に統合。

## 取扱内容
- 郵便、印紙、ゆうパック、内容証明
- 貯金、為替、振替、振込、国際送金、外貨両替・トラベラーズチェック、国債、投資信託
- 生命保険、バイク自賠責保険、自動車保険、がん保険、引受条件緩和型医療保険
- ゆうちょ銀行ATM
- 紋別市内の一部地域の集配業務
- ゆうゆう窓口

## 周辺
- 紋別市役所
- 紋別市立博物館
- 紋別市文化会館
- オホーツク氷紋の駅
- 国道238号
- 紋別港

## アクセス
- 北紋バス 幸町3丁目停留所下車
- オホーツク紋別空港から北西へ約8km
- 駐車場あり：3台